# Cúp quốc gia Scotland 1991–92
Cúp quốc gia Scotland 1991–92 là mùa giải thứ 107 của giải đấu bóng đá loại trực tiếp uy tín nhất Scotland. Chức vô địch thuộc về Rangers khi đánh bại Airdrieonians trong trận Chung kết.

## Vòng Một
| Đội nhà            | Tỉ số | Đội khách           |
| ------------------ | ----- | ------------------- |
| Gala Fairydean     | 2 – 2 | Ross County         |
| Albion Rovers      | 0 – 2 | Arbroath            |
| Alloa Athletic     | 7 – 1 | Hawick Royal Albert |
| East Fife          | 6 – 0 | Queen’s Park        |
| East Stirlingshire | 0 – 2 | Dumbarton           |
| Vale of Leithen    | 1 – 2 | Stranraer           |

### Đấu lại
| Đội nhà     | Tỉ số | Đội khách      |
| ----------- | ----- | -------------- |
| Ross County | 3 – 0 | Gala Fairydean |

## Vòng Hai
| Đội nhà         | Tỉ số | Đội khách               |
| --------------- | ----- | ----------------------- |
| Clyde           | 2 – 0 | Arbroath                |
| Alloa Athletic  | 0 – 2 | Dumbarton               |
| Berwick Rangers | 7 – 4 | Ross County             |
| Brechin City    | 0 – 0 | East Fife               |
| Huntly          | 4 – 2 | Civil Service Strollers |
| Peterhead       | 1 – 1 | Cowdenbeath             |
| Stenhousemuir   | 1 – 4 | Inverness Caledonian    |
| Stranraer       | 4 – 1 | Queen of the South      |

### Đấu lại
| Đội nhà     | Tỉ số | Đội khách    |
| ----------- | ----- | ------------ |
| East Fife   | 3 – 1 | Brechin City |
| Cowdenbeath | 6 – 1 | Peterhead    |

## Vòng Ba
| Đội nhà              | Tỉ số | Đội khách            |
| -------------------- | ----- | -------------------- |
| Dundee               | 1 – 1 | Stirling Albion      |
| Dundee United        | 6 – 0 | Berwick Rangers      |
| Airdrieonians        | 2 – 1 | Stranraer            |
| Ayr United           | 1 – 1 | Motherwell           |
| Celtic               | 6 – 0 | Montrose             |
| Clydebank            | 3 – 1 | Cowdenbeath          |
| Dumbarton            | 0 – 2 | Huntly               |
| Forfar Athletic      | 0 – 0 | Dunfermline Athletic |
| Hamilton Academical  | 0 – 1 | Falkirk              |
| Hibernian            | 2 – 0 | Partick Thistle      |
| Inverness Caledonian | 3 – 1 | Clyde                |
| Meadowbank Thistle   | 1 – 1 | Kilmarnock           |
| Greenock Morton      | 4 – 2 | East Fife            |
| Raith Rovers         | 0 – 2 | St Johnstone         |
| St Mirren            | 0 – 0 | Hearts               |
| Aberdeen             | 0 – 1 | Rangers              |

### Đấu lại
| Đội nhà              | Tỉ số              | Đội khách          |
| -------------------- | ------------------ | ------------------ |
| Dunfermline Athletic | 3 – 1              | Forfar Athletic    |
| Hearts               | 3 – 0              | St Mirren          |
| Stirling Albion      | 0 – 1              | Dundee             |
| Kilmarnock           | 1 – 1 (3 – 4 pen.) | Meadowbank Thistle |
| Motherwell           | 4 – 1              | Ayr United         |

## Vòng Bốn
| Đội nhà              | Tỉ số | Đội khách          |
| -------------------- | ----- | ------------------ |
| Clydebank            | 1 – 5 | Hibernian          |
| Dunfermline Athletic | 1 – 2 | Hearts             |
| Falkirk              | 0 – 0 | Dundee             |
| Huntly               | 1 – 3 | Airdrieonians      |
| Inverness Caledonian | 2 – 2 | St Johnstone       |
| Greenock Morton      | 2 – 2 | Meadowbank Thistle |
| Rangers              | 2 – 1 | Motherwell         |
| Celtic               | 2 – 1 | Dundee United      |

### Đấu lại
| Đội nhà            | Tỉ số | Đội khách            |
| ------------------ | ----- | -------------------- |
| Meadowbank Thistle | 2 – 3 | Greenock Morton      |
| St Johnstone       | 3 – 0 | Inverness Caledonian |
| Dundee             | 0 – 1 | Falkirk              |

## Tứ kết
| Đội nhà      | Tỉ số | Đội khách       |
| ------------ | ----- | --------------- |
| Hearts       | 3 – 1 | Falkirk         |
| Celtic       | 3 – 0 | Greenock Morton |
| Hibernian    | 0 – 2 | Airdrieonians   |
| St Johnstone | 0 – 3 | Rangers         |

## Bán kết
| Rangers      | 1 – 0 | Celtic |
| ------------ | ----- | ------ |
| Ally McCoist |       |        |

| Airdrieonians | 0 – 0 | Hearts |
| ------------- | ----- | ------ |
|               |       |        |

### Đấu lại
| Airdrieonians | 1 – 1 (4 – 2 pen.) | Hearts       |
| ------------- | ------------------ | ------------ |
| Kenny Black   |                    | Alan McLaren |

## Chung kết
| Rangers                     | 2 – 1 | Airdrieonians |
| --------------------------- | ----- | ------------- |
| Mark Hateley · Ally McCoist |       | Andy Smith    |